# Rio Igaraçu
Rio Igaraçu är en flodgren i Brasilien.   Den ligger i delstaten Piauí, i den nordöstra delen av landet, 1 600 km norr om huvudstaden Brasília.
Omgivningen kring Rio Igaraçu är huvudsakligen savann. Området är ganska glesbefolkat, med 29 invånare per kvadratkilometer.